# Calluneyrodes
Calluneyrodes is een geslacht van halfvleugeligen (Hemiptera) uit de familie witte vliegen (Aleyrodidae), onderfamilie Aleyrodinae.
De wetenschappelijke naam van dit geslacht is voor het eerst geldig gepubliceerd door Zahradnik in 1961. De typesoort is Bemisia callunae.

## Soort
Calluneyrodes omvat de volgende soort:
- Calluneyrodes callunae (Ossiannilsson, 1947)